# Hilary Mason
Pour les articles homonymes, voir Hilary Mason (entrepreneure).
Hilary Mason est une actrice anglaise née le 4 septembre 1917 à Londres, décédée le 5 septembre 2006 à Milton Keynes.

## Filmographie
- 1973 : Ne vous retournez pas : Heather
- 1980 : Worzel Gummidge : Miss Fogg
- 1980 : Sink or Swim : Mrs. O'Day
- 1981 : BBC2 Playhouse : Kidderminster  / Mother
- 1981 : Brendon Chase : Beatrix Holcome
- 1981 : Le Retour du soldat : la gardienne
- 1982 : The Return of the Soldier : Ward
- 1982 : Goodbye, M.. Kent : Landlady
- 1982 : Tales of the Unexpected : Mrs. Pardoe
- 1982 : The Young Ones : Old Woman Next Door
- 1982 : Ghost in the Water : Nan
- 1983 : The Gentle Touch : Audrey Issard
- 1983 : Crown Court : Mrs. Stone
- 1983 : Don't Wait Up : Mrs. Fleming / Mrs. Rose
- 1983 : Bullshot : Hotel Guest
- 1983 : In Loving Memory : Agnes Freeman
- 1984 : Goodbye M.. Chips : Mrs. Fuller
- 1984 : The Jewel in the Crown : Mrs Roper
- 1984 : Moonfleet : Jane Arnold
- 1985 : Bergerac : Aunt Annie
- 1985 : Anna of the Five Towns : Sarah Vodrey
- 1985 : La Plume empoisonnée : Emily Barton
- 1985 : Juliet Bravo : Mrs. Unwin
- 1986 : Constant Hot Water : Mrs. Berry
- 1986 : Hideaway : Gwen Hammel
- 1986 : All Passion Spent : Edith
- 1986 : David Copperfield : Mrs. Gummidge
- 1987 : Executive Stress : Erica Gilpin
- 1987 : In Sickness and in Health : Dorothy
- 1987 : Casualty : Mrs. King
- 1987 : Les Poupées : Hilary Hartwicke
- 1988 :  An Affair in Mind : Miss Platt
- 1988 : Wipe Out : Mrs. Fairling
- 1988 : The Bill : Mrs. Lomax
- 1988 : Bergerac : Miss Amberton
- 1989 : The Heat of the Day : Mrs. Tringsby
- 1989 : Shalom Joan Collins : Dora
- 1989 : Campion : Mrs. Munsey
- 1989 : Agatha Christie: Poirot : Mrs. Hill
- 1989 : Great Expectations : Mrs. Fagge
- 1989 : Woof! : Mrs. Quilter
- 1990 : Robot Jox : Professor Laplace
- 1990 : One Foot in the Grave : Elspeth
- 1990 : Meridian : Martha
- 1991 : Double vue (Afraid of the Dark) de Mark Peploe : la femme du sous-sol
- 1991 : Double vue : la femme du sous-sol
- 1992 : Love Hurts : Mrs. Piggott
- 1992 : Harry Enfield's Television Programme
- 1993 : The Case-Book of Sherlock Holmes : Miss Ruddock
- 1993 : Lovejoy : Mrs. Greenlands
- 1994 : Maid Marian and Her Merry Men : Gladys
- 1994 : Health and Efficiency : Mrs. Warrington
- 1994 : ChuckleVision : La femme âgée
- 1994 : The Healer (TV) : Mary Simpson
- 1994 : Pie in the Sky : Joan Lonsdale
- 1994 : Wycliffe : Edith Riddle
- 1995 : One Foot in the Grave : Mrs. Stewkley
- 1995 : Haunted : la dame âgée
- 1995 : The Detectives : La première femme âgée
- 1995 : Coogan's Run : Mum
- 1995 : Haunted : la dame âgée
- 1995-1998 : Aquila : Mrs Murray
- 1999 : Where the Heart Is : Martha Bainbridge
- 1999 : The Last Salute : Lady Gilbert